# Județul Neamț (interbelic)
Județul Neamț a fost o unitate administrativă de ordinul întâi din Regatul României, aflată în regiunea istorică Moldova. Reședința județului era orașul Piatra Neamț.

## Întindere

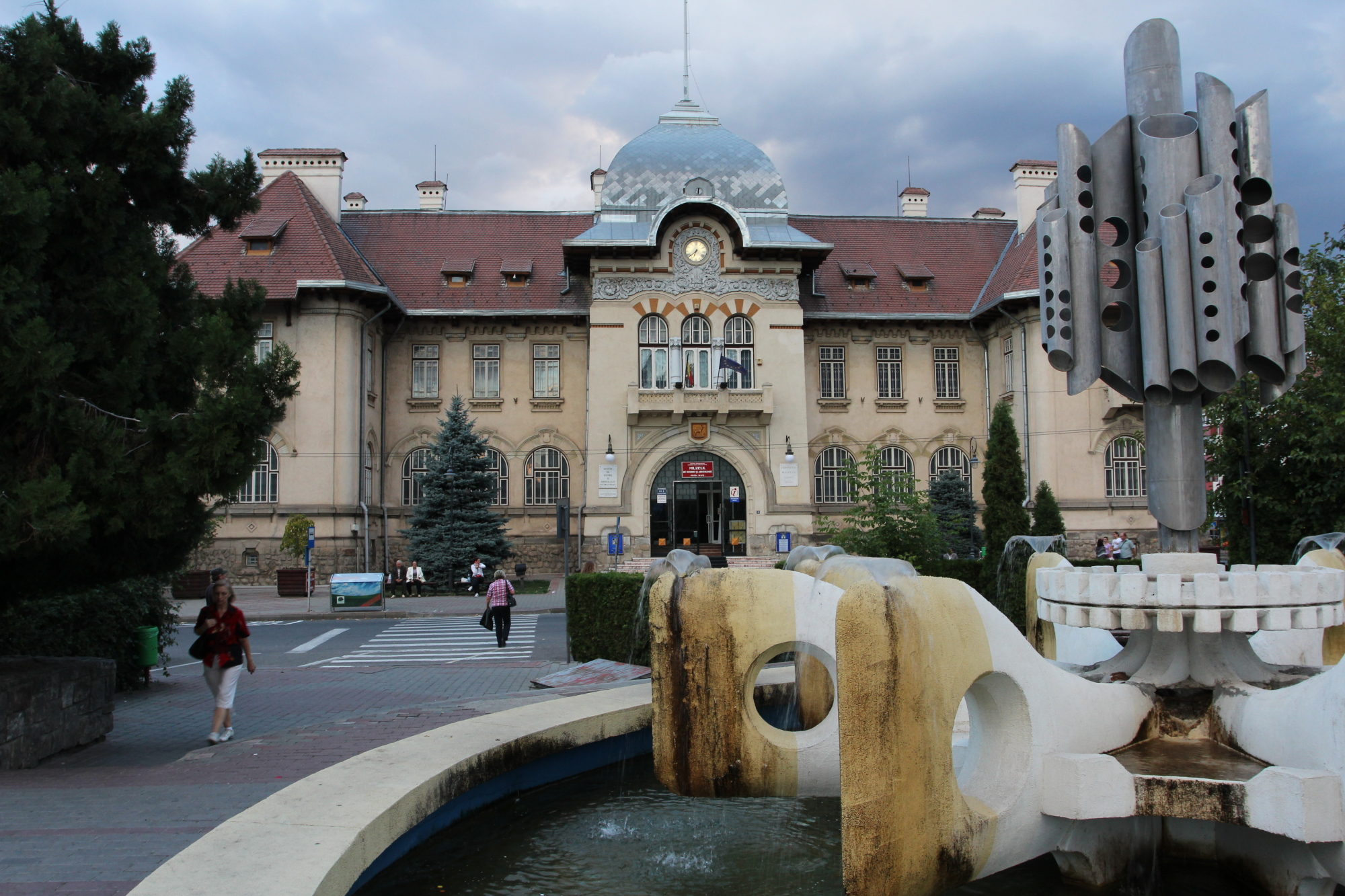
Clădirea Prefecturii județului Neamț din perioada interbelică. Clădirea-monument istoric, construită la începutul secolului al XX-lea și situată pe Str. Mihai Eminescu nr. 10, găzduiește în prezent Complexul Muzeal Județean din Piatra Neamț.

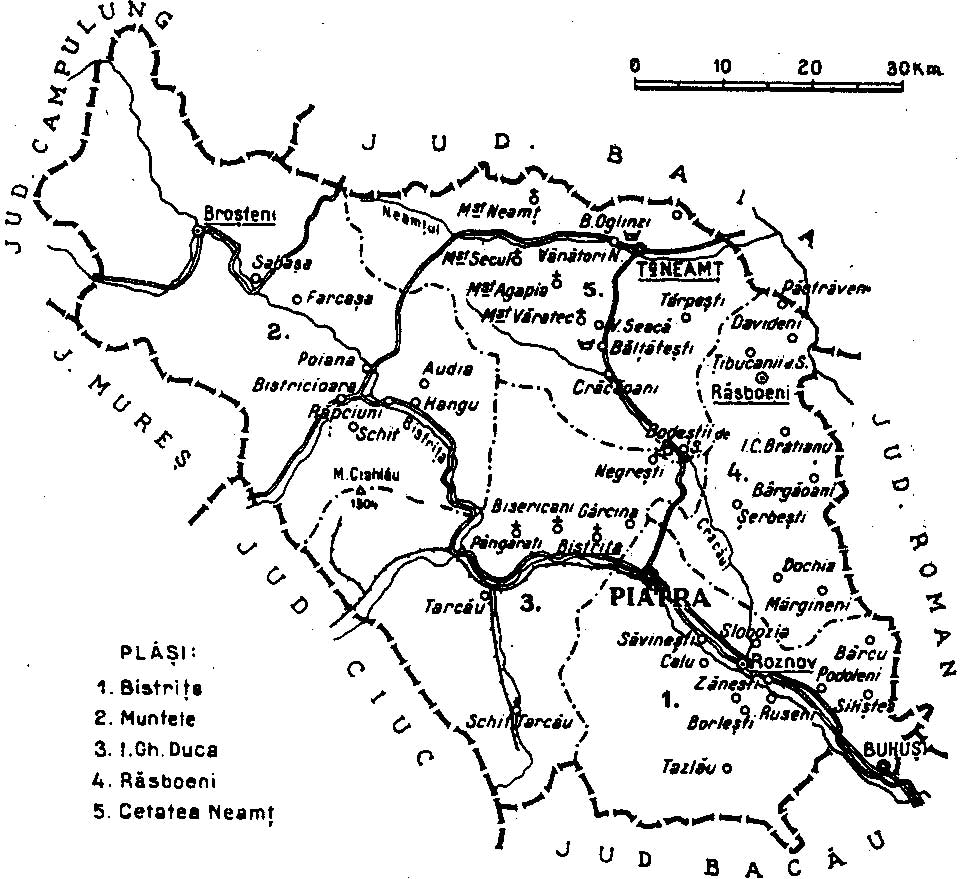
Harta județului, cu dispunerea și denumirea plășilor, în anul 1938.

Județul se afla în partea central-nord-estică a României Mari, în nord-vestul regiunii Moldova. Astăzi marea parte a teritoriului fostului județ face parte din actualul județ Neamț. Se învecina la nord cu județul Câmpulung, la nord-est cu județul Baia, la est cu județul Roman, la sud cu județul Bacău, la sud-vest cu județul Ciuc, iar la vest cu județul Mureș și cu județul Năsăud.

## Organizare
În anul 1930, județul avea patru plăși:
1. Plasa Bistrița,
2. Plasa De Mijloc,
3. Plasa Muntele și
4. Plasa Neamț.

În anul 1938, județul avea cinci plăși:
1. Plasa Bistrița (cu 45 de sate și reședința la Roznov),
2. Plasa Muntele (cu 53 de sate și reședința la Broșteni),
3. Plasa I.Gh. Duca (cu 39 de sate),
4. Plasa Răsboeni (cu 56 de sate și reședința la Răsboeni) și
5. Plasa Cetatea Neamț (cu 15 sate și reședința la Târgu Neamț).

În afară de reședința Piatra Neamț, pe teritoriul județului mai existau două comune urbane (orașe): Târgu Neamț și Buhuși.

## Populație
Conform datelor recensământului din 1930 județul avea o populație de 198.223 de locuitori, dintre care 90,3% români, 6,3% evrei, 1,2% maghiari ș.a. Structura confesională a județului era următoarea: 90,5% ortodocși, 6,7% mozaici, 2,3% romano-catolici ș.a.

### Mediul urban
Populația urbană a județului era de 47.957 locuitori, dintre care 69,6% români, 24,7% evrei, 1,3% maghiari ș.a. Din punct de vedere confesional, populația urbană era alcătuită din 69,7% ortodocși, 25,2% mozaici, 3,4% romano-catolici ș.a.

## Material documentare

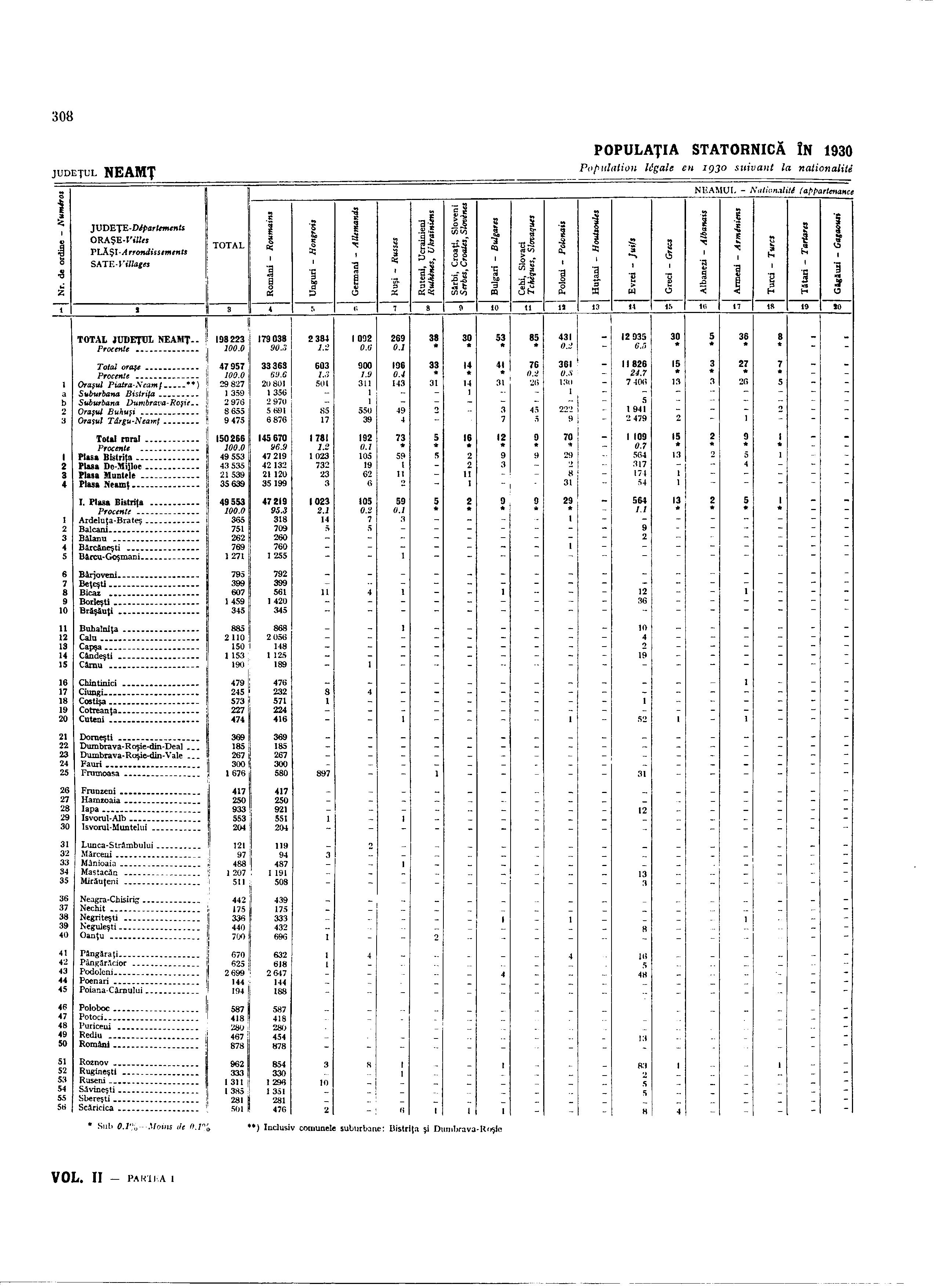
Populația județului în anul 1930, după etnie și limbă maternă